# Dhegiha
Les llengües dhegiha són un grup de llengües siouan que inclouen el kansa-osage, omaha–ponca, i quapaw. Llur regió històrica inclou parts de les valls dels rius Ohio i Mississipis, les Grans Planes, i sud-est dels Estats Units.
La II Trobada Anyal Dhegiha de 2012 va portar parlants de kansa, quapaw, osage, ponca i omaha junts per compartir les millors pràctiques en la revitalització de la llengua.

## Comparació de llengües
Les llengües dhegiha es diferencien principalment per la seva evolució fonètica. La següent taula mostra les principals correspondències sonores entre els quatre idiomes.
| Omaha-ponca | Kansa | Quapaw | Osage |
| ----------- | ----- | ------ | ----- |
| ð           | y     | d      | ð     |
| n(u)        | d(o)  | t(o)   | t(o)  |
| bð          | bl    | bn     | br    |
| ɡð          | l     | kd/kn  | l     |
| xð          | xl    | xd     | l     |
| i           | ü     | i      | ü     |
| u           | o     | o      | o     |

Exemples:
|                       | Omaha-ponca | Kanza   | Quapaw   | Osage   |
| --------------------- | ----------- | ------- | -------- | ------- |
| menjar                | ðathé       | yačhé   | dathé    | ðaché   |
| germà gran d'una dona | ittínu      | iččído  | -        | ihcį́to  |
| tres                  | ðáːbðį      | yáːblį  | dábnį    | ðábrį   |
| fesol                 | hį́bðįge     | hǫblį́ge | hǫbnį́ke  | hǫbrį́ke |
| foc                   | ppéde       | ppéːje  | ppéte    | hpéece  |
| insecte               | wagðí       | walúska | wakdíska | walúška |
| assentar-se           | gðį́         | -       | knį      | lį      |